# Jan Muszak
Jan Muszak (ur. 1 stycznia 1936, lub w 1935, lub w 1937) – polski koszykarz i trener, reprezentant Polski.

## Życiorys
Po II wojnie światowej zamieszkał w Krzeszowicach jako sierota wojenny. W 1952, w czasie nauki licealnej został zawodnikiem Świtu Krzeszowice. W 1955, po zdaniu matury rozpoczął studia w Wyższej Szkole Wychowania Fizycznego w Krakowie i został zawodnikiem Sparty Kraków (Nowa Huta). W barwach tego klubu awansował w 1957 do I ligi, na najwyższym poziomie rozgrywek występował do 1966, kiedy to jego zespół spadł do II ligi, następnie wygrał ze Spartą rozgrywki II ligi w sezonie 1966/1967 i występował w I lidze do sezonu 1968/1969 włącznie. Po likwidacji sekcji koszykarskiej Sparty przerwał karierę zawodniczą, ale po roku powrócił jeszcze do gry w barwach Hutnika Kraków.
W latach 1958–1959 wystąpił w 13 spotkaniach reprezentacji Polski seniorów. Był pierwszym w historii Świtu Krzeszowice reprezentantem Polski.
Jako trener koszykówki pracował już od 1968, m.in. prowadził żeńskie zespoły MKS Krakus, Korony i od 1976 Hutnika Kraków. Z Hutnikiem wywalczył awans do I ligi oraz wicemistrzostwo Polski juniorek. Był nauczycielem w-f w Technikum Hutniczo-Mechanicznym w Nowej Hucie i z drużyną szkolną zdobył mistrzostwo Polski szkół. Z koszykówką był związany do 1981. W 1986 wyjechał do USA, później powrócił do Polski i zamieszkał w Nowej Hucie.